# Sonja Steffen

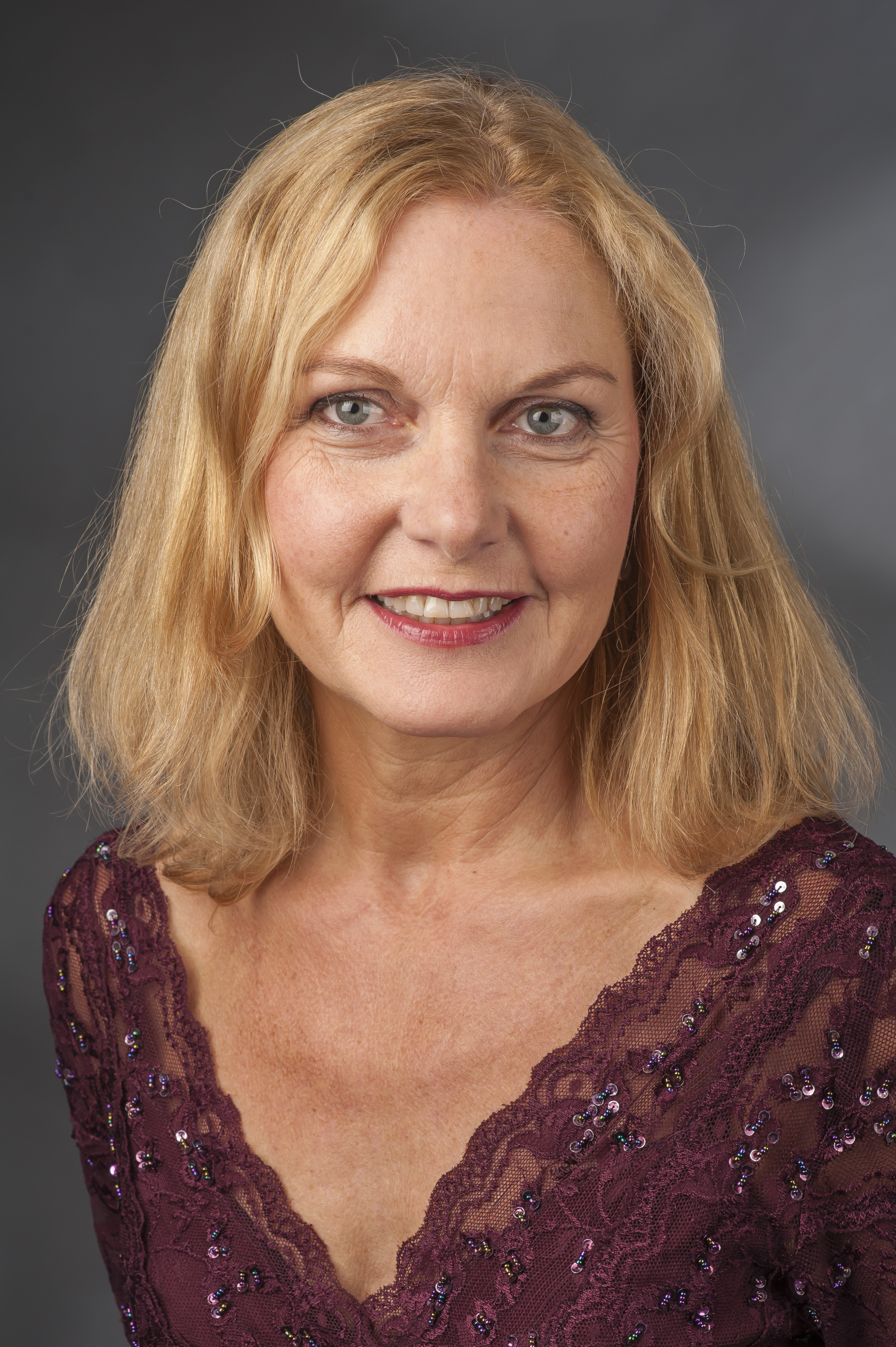
Sonja Steffen (2014)

Sonja Amalie Steffen (* 22. Oktober 1963 in Dreiborn) ist eine deutsche Rechtsanwältin und Politikerin (SPD). Von 2009 bis 2021 war sie Mitglied des Bundestags.

## Leben
Sonja Steffen absolvierte eine Ausbildung zur Verwaltungswirtin beim Landschaftsverband Rheinland und studierte anschließend Rechtswissenschaften in Köln. In den Jahren 1990 bis 1993 war sie Mitarbeiterin einer Anwaltskanzlei in Köln und Brüssel. Im Jahr 1995 legte sie ihr zweites juristisches Staatsexamen ab und arbeitete seit diesem Jahr als Rechtsanwältin und Dozentin. Seit 2004 ist sie Fachanwältin für Familienrecht; im gleichen Jahr eröffnete sie eine Kanzlei in Stralsund.
Sie trat im Jahr 2002 in die Sozialdemokratische Partei Deutschlands (SPD) ein. Seit dem Jahr 2007 ist sie Mitglied des Kreisvorstandes der SPD Stralsund.
Bei den Bundestagswahlen 2009, 2013 und 2017 zog sie im Bundestagswahlkreis Vorpommern-Rügen – Vorpommern-Greifswald I über die SPD-Landesliste Mecklenburg-Vorpommern in den Deutschen Bundestag ein.
Im 19. Deutschen Bundestag war sie Mitglied des Haushaltsausschusses, des Ausschusses für Recht und Verbraucherschutz, des Wahlausschusses und Obfrau der SPD-Fraktion im Ausschuss für Wahlprüfung, Immunität und Geschäftsordnung. Zudem gehörte sie als stellvertretendes Mitglied dem Ausschuss für Gesundheit, dem Petitionsausschuss, dem Ausschuss für die Angelegenheiten der Europäischen Union, sowie dem Ausschuss für wirtschaftliche Zusammenarbeit und Entwicklung an.
Seit dem Jahr 2013 war sie Lotsin der SPD-Küstengang.
Zur Bundestagswahl 2021 trat sie nicht erneut an.

## Privates
Sonja Steffen war verheiratet, ihr Ehemann starb im Jahr 2016; sie hat drei Kinder.